# Colegio Nuestra Señora del Rosario
El Colegio Nuestra Señora del Rosario es una institución educativa de la Congregación Franciscana ubicada en la ciudad de Huancayo, capital del departamento de Junín, Perú. Página de la Institución: https://web.archive.org/web/20130123022000/http://rosario.edu.pe/portal/

## Historia

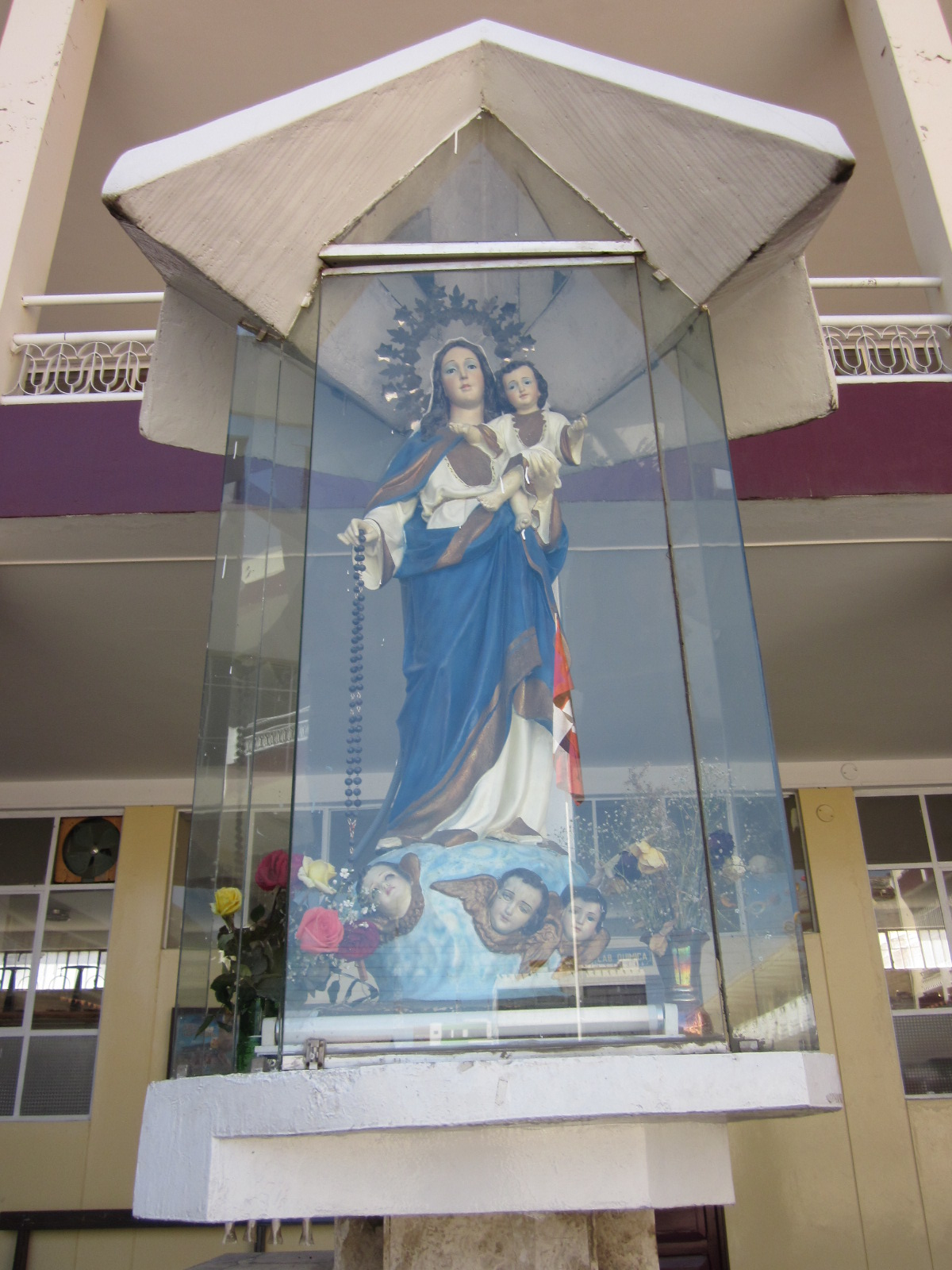
Colegio Nuestra Señora del Rosario Huancayo

En el año de 1922, se da origen a la creación de la "Escuela Normal Elemental Mixta" de Huancayo quien dirigió aquel tiempo y por un año la Señora Beatriz Alberston.
De acuerdo a la historia años después, tras arduas y fructíferas gestiones de la insigne educadora, señorita Mercedes Indacochea, se consigue en 1927, que la Escuela, Normal Elemental sea sólo para mujeres, para posteriormente, en 1934, la Dirección de la Escuela Normal sea asumida por la señorita Hortensia Alba Saldaña, quien con espíritu visionario secundó la iniciativa de los señores parlamentarios, representantes por Junín. Dr. Andrés Freyre y Sr. Javier Calmell del Solar.
Con ello se abocaron a la ardua e importante tarea de la creación del colegio; consiguiéndose que el señor Presidente de la República, General de División, Oscar R. Benavides expida la Resolución Suprema N° 74, del 18 de abril de 1934, transformando la "Escuela Normal Elemental Mixta", en "Colegio Nacional de Mujeres" cuya inauguración se llevó a cabo el 19 de agosto de 1934, a las 18:00 horas, funcionando todavía en un local de propiedad particular situado en la quinta cuadra de la calle Real hasta el año de 1938.
La directora del Colegio fue la señorita Hortensia Alba cuadros nombrada mediante Resolución Suprema N.º 140, del 15 de junio de 1934 quien pone al naciente colegio bajo la protección de la Santísima Virgen del Rosario, desde entonces el emblemático colegio de mujeres lleva el nombre de Colegio Nacional de Mujeres «Nuestra Señora del Rosario».
En el año 1938, el ilustre Sacerdote Franciscano Fray Vicente Sánchez Arauco gestionó ante las autoridades para que la dirección y administración del colegio nacional de mujeres «Nuestra Señora del Rosario» pase a las Hermanas Franciscanas de la Inmaculada Concepción, quienes ya venían dirigiendo el colegio particular de la «Purísima Madre de Dios»; gestión y anhelo que fue cristalizado con la dación de la Resolución Suprema N° 63 deI 14 de febrero de 1939.
Desde entonces el colegio «Nuestra Señora del Rosario» funciona en el local de la Congregación de las Religiosas franciscanas de la Inmaculada Concepción, ubicado en la tercera cuadra de la calle «Paseo la Breña», antes Jirón Callao, iniciándose así una nueva etapa en la vida del glorioso Colegio «Nuestra Señora del Rosario» de la incontrastable ciudad de Huancayo.
Ahora el prestigioso colegio está gestionándose para ser un colegio particular.
En 2009, al conmemorarse sus 75 años de vida institucional, el Congreso de la República del Perú, a través del premier Luis Alva Castro, otorgó la Medalla de Honor del Congreso en el grado de Comendador al colegio Nuestra Señora del Rosario, por «el invalorable aporte a la educación y la cultura de Huancayo y del Perú, brindando a su alumnado una formación de alto nivel de calidad, con una sólida base cristiana, humanista, científica y tecnológica».